# Die sieben Affären der Doña Juanita
 Die sieben Affären der Doña Juanita  ist ein im Auftrag des Fernsehens der DDR hergestellter vierteiliger Spielfilm der DEFA von Frank Beyer aus dem Jahr 1973, nach dem gleichnamigen Roman von Eberhard Panitz.

## Handlung
Die 31-jährige Anita N., Architektin, genannt Doña Juanita, hat eine 8-jährige Tochter Eva und ist Abteilungsleiterin in einem Projektierungsbüro einer Großbaustelle. Über sie gibt es viele Meinungen, Vermutungen, merkwürdige Gerüchte und Klatsch. Deshalb will sie ihre Arbeitsstelle in Dobbertin verlassen und kündigt genau an dem Tag, an dem ein von ihr entworfenes Klubhaus übergeben werden soll. Es heißt, sie habe viele Männer gehabt, viele Affären und sie sei am Tod eines gewissen Sawallisch schuld. Ein junger Mann, Sicherheitsinspektor der Baustelle möchte sie zurückhalten. Gemeinsam mit vier anderen Kollegen will er sich ein wahres Bild von ihr verschaffen und eine Antwort auf die Frage finden, wann haben wir das Recht und die Pflicht uns darum zu kümmern, was hinter der Tür unseres Nachbarn geschieht und wie können wir das Glück des Einzelnen mit dem Glück aller verflechten. Er wird uns ihre Geschichte in diesem Film erzählen.

### Erste und Zweite Affäre
Erstausstrahlung am 20. April 1973
Hier erleben wir Anitas Studentenzeit an der Hochschule für Architektur. Der feinsinnige Dr. Arndt ist ihr Dozent für Kunstgeschichte. Er liebt sie und findet über diese Liebe einen Weg aus seiner Zurückgezogenheit. Sie empfindet jedoch nur Achtung und Freundschaft für ihn. Ihre erste große Liebe ist der Physikstudent Georg Koschek, der sie durch ständiges Nachstellen für sich gewinnen kann. Doch mit seiner grenzenlosen Eifersucht, seinem absoluten Besitzanspruch zerstört er ihre Beziehung. Anita ist konsequent und auch das gemeinsame Kind ist kein Grund weiter mit ihm zusammen zu leben.

### Dritte Affäre
Erstausstrahlung am 22. April 1972
Thomas Wagner, Technischer Direktor auf der Großbaustelle in Dobbertin, dessen Assistentin sie wird, hilft Anita sich auf der Baustelle zurechtzufinden und zu behaupten. Bald verbindet sie mehr als die Arbeit, die beiden verstehen sich sehr gut, kommen sich näher, lieben sich. Doch ihr Glück ist von kurzer Dauer, denn Wagner ist verheiratet und hat nicht die Kraft, sich von seiner Familie, die in Berlin lebt und die er nur am Wochenende besucht, zu trennen. Dafür trennt sich Anita von ihm, sie will ihren Anspruch auf Glück nicht durch Lügen verkleinern.

### Vierte und Fünfte Affäre
Erstausstrahlung am 27. April 1973
Im sogenannten Mühlenkeller des Kraftwerkes, ein schmutziger Arbeitsplatz, auf dem man nicht gefordert wird, lernt Anita zufällig den hierher strafversetzten jungen Arbeiter Hans Spahn kennen. Überzeugt, ihm eine Freude zu machen, überredet sie ihren Chef, Thomas Wagner, Hans einen anderen Arbeitsplatz zu verschaffen. Da dieser bereits einen Lehrgang zum Führen eines Baggers besucht, wird er daraufhin als solcher eingesetzt. Als Spahn von dieser Manipulation erfährt, mit der Anita ihre eigenen Vorstellungen vom beruflichen Werdegang des vier Jahre jüngeren Mannes realisieren will, kommt es zum Bruch zwischen den beiden.
Die fünfte Affäre ist gar keine. Anitas Tochter Eva lernt den Maler Lewerenz kennen und freundet sich mit ihm an. Da auch Lewerenz Gefallen an dem Mädchen findet, wird Anita mit in die Geschichte hinein gezogen. Gemeinsam verbringen sie mehrere Nachmittage und es entsteht das Gerücht, dass Anita für ein Aktbild Modell stand. Es wird aber nicht aufgeklärt, ob sie es war oder ihre Kollegin, die in den Maler verliebt ist.

### Sechste Affäre
Erstausstrahlung am 29. April 1973
Am Jahresende wird der Brigadier Sawallisch auf der Baustelle vermisst. Anita bekommt den Auftrag, ihn zu suchen und wartet in seiner Wohnung, in die sie durch seine Vermieterin eingelassen wird. Diese ist der Meinung, dass er bereits verstorben ist. Jedoch bestätigen mehrere Leute, die durch ihren Kraftfahrer herangeschafft werden, dass er noch lebend gesehen wurde. Als er nach Mitternacht durch das Fenster in seine Wohnung steigt, hat sie gleich das Gefühl, sie kenne ihn schon sehr lange. Die beiden verbringen den Rest der Silvesternacht gemeinsam. Am nächsten Tag will Sawallisch seinen Sohn abholen. Da es aber sehr stark geschneit hatte, soll der Zug erst mit mehreren Stunden Verspätung abfahren. Deshalb beschließt er, ihn mit einem in der Nähe abgestellten LKW zu holen. Wegen der Glätte auf den Straßen verunglückt Sawallisch damit tödlich.
Das Gremium, das sich mit dem Lebenswandel Anitas auseinanderzusetzen hat, kommt zu dem Entschluss, ihr anzuraten, die Kündigung wieder zurückzunehmen. Das soll ihr zu den Feierlichkeiten zum Ersten Mai in dem von Anita gebauten Kulturhaus angetragen werden. Anita stimmt ein und beschließt, weiter auf der Baustelle zu bleiben. Dem Sicherheitsinspektor und Leiter der Gruppe, gehen alle Erkenntnisse über ihr Leben, noch einmal durch den Kopf. Während er diese noch einmal verarbeitet, verfestigt sich immer mehr das Gefühl, dass er sie liebt. Diese Liebe wird auch von Anita erwidert und der siebenten Affäre steht nichts mehr im Weg.

## Produktion
Die sieben Affären der Doña Juanita wurde als Schwarzweißfilm gedreht und hatte seine Erstausstrahlung im April 1973 im 1. Programm des Fernsehens der DDR.
Die Dramaturgie des Films lag in den Händen von Rita Müller, während das Szenarium von Eberhard Panitz stammt. Der Gesang war von Ernst Busch, Uschi Brüning und Manfred Krug. Die Liedtexte dazu schrieben Bertolt Brecht, Gisela Steineckert und Clemens Kerber. Die im Film dem Maler Lewerenz zugeordneten Bilder stammten von Wolfgang Mattheuer.

## Kritik
Ehrentraut Nowotny meinte in der Berliner Zeitung, dass, obwohl sich viele Teile und Episoden schwungvoll und einfallsreich darboten, am Ende einige Zweifel blieben, zumal auch die Rahmenhandlung Unklarheiten heraufbeschwor. Unglaubwürdig blieb z. B. bis zum Schluss, warum Anita sich ausgerechnet vor dem Gremium zu einer Generalbeichte bemüßigt fühlte, denn das Aufblättern ihres bisherigen Lebens wäre nur in einem sehr persönlichen Gespräch denkbar.
Schließlich gefiel Frau Nowotny, dass in diesem Film fast alle Männer vorbehaltlos bereit waren, die emanzipierte Persönlichkeit Anitas anzuerkennen. Dieses neue Verhältnis zwischen Mann und Frau in der bereits selbstverständlichen sozialistischen Umgebung kam plastisch zum Ausdruck.
Mimosa Künzel kam in der Neuen Zeit zu dem Schluss, dass die sieben handfesten Geschichten ein und derselben Frau zugeordnet waren, um deren beispielgebenden Entwicklungsweg über ein Jahrzehnt hinweg zu zeigen. Eine vom Leben erfüllte, aber gewiss nicht leichte Strecke wurde da zurückverfolgt, wie sie so ähnlich jede berufstätige Frau in der DDR aufzuweisen hat. Die Fülle der exakten Alltagsbeobachtungen war ebenso poetisch wie realistisch, obwohl sie freilich noch um einiges verkürzt oder verlängert hätte werden können.